# High Court (Irland)
Der High Court (irisch An Ard-Chúirt) ist das oberste Zivil- und Strafgericht der Republik Irland. Es ist ein Gericht der ersten Instanz für wichtige und gravierende Fälle im Bereich der Zivilklagen sowie im Bereich der Strafgerichtsbarkeit. Es dient auch als Berufungsgericht für Zivilklagen, hat die Macht zu entscheiden, ob ein Gesetz verfassungsgemäß ist oder nicht und kann die Aktionen der Regierung juristisch beurteilen.

## Struktur
Das Gericht wurde durch Artikel 34 der Verfassung von Irland geschaffen. Die Richter werden durch die Regierung vorgeschlagen und durch den Präsidenten eingesetzt. Die maximale Anzahl an Richtern beträgt 32 – hinzu kommen der Präsident des Circuit Court und der Präsident des obersten Gerichtshofes, die beide von Amts wegen Richter des obersten Zivilgerichts sind. Fälle werden i. d. R. von einem Einzelrichter entschieden, doch kann der Präsident des Gerichts entscheiden, dass spezielle Fälle von drei Richtern gemeinsam angehört werden müssen. Normalerweise werden die Fälle im Gebäude Four Courts in Dublin verhandelt – es gibt allerdings auch Außenstellen im ganzen Land.
Seit Juli 2022 ist David Barniville Präsident des High Court.

### Präsidenten
| Name               | Amtszeit              |
| ------------------ | --------------------- |
| Timothy Sullivan   | 1924–1936             |
| Conor Maguire      | 1936–1946             |
| George Gavan Duffy | 1946–1951             |
| Cahir Davitt       | 1951–1966             |
| Aindrias Ó Caoimh  | 1966–1974             |
| Thomas Finlay      | 1974–1985             |
| Liam Hamilton      | 1985–1994             |
| Harry Whelehan     | 15.–17. November 1994 |
| Declan Costello    | 1995–1998             |
| Frederick Morris   | 1998–2001             |
| Joseph Finnegan    | 2001–2006             |
| Richard Johnson    | 2006–2009             |
| Nicholas Kearns    | 2009–2015             |
| Peter Kelly        | 2015–2020             |
| Mary Irvine        | 2020–2022             |
| David Barniville   | 2022–heute            |

## Kriminalfälle
Bei der Bearbeitung von Kriminalfällen spricht man bei diesem Gericht auch vom Central Criminal Court (Zentrales Strafgericht). Im Bereich der Kriminalfälle hat das Gericht folgende Zuständigkeiten:
- Verrat (auch: Versuch des Verrats)
- Mord (auch: versuchter Mord und konspirativer Mord)
- Piraterie
- Völkermord
- Vergewaltigung und sexuelle Belästigung

Alle Kriminalangelegenheiten werden vor einer aus zwölf Personen bestehenden Jury verhandelt, die mit einer Anzahl von 10 Stimmen einen Schuldspruch fällen kann. Berufungen bezüglich des Urteils oder der verhängten Strafe wurden dann vor dem Court of Criminal Appeal (Berufungsgericht für Kriminalfälle) verhandelt. Seit 2014 ist dafür der Court of Appeal zuständig.

## Zivilfälle
Der High Court ist das Gericht in erster Instanz für alle Zivilklagen mit einem Schadenswert von über 38.092,14 €. Das Berufungsgericht ist seit 2014 der Court of Appeal. Nur ausnahmsweise dürfen Berufungen an den Supreme Court gehen (sog. leapfrog appeals). Diese Berufungen setzen voraus, dass sie entweder von allgemeiner übergreifender öffentlicher Bedeutung sind oder eine grundsätzliche verfassungsrechtliche Frage aufwerfen sowie vom Supreme Court zugelassen wurde.